# Jean-François Moulin
Jean-François Moulin, o "Moulins" (Caen, 14 marzo 1752 – Pierrefitte, 12 marzo 1810), è stato un generale francese, membro del Direttorio.

## Biografia
Figlio di uno speziale, Jean-François Moulin ebbe buoni studi al collegio gesuitico di Caen, prima di arruolarsi, nel 1768, nell'esercito, in cui restò appena sette mesi. Entrò quindi come geografo nel genio civile. Dopo aver esercitato tale impiego nelle généralité di Normandia e di Piccardia, divenne ingegnere all'intendenza di Parigi.
Soppressa l'intendenza nei primi giorni della Rivoluzione, Moulin riprese la vita militare. Nel 1789 faceva parte della Guardia nazionale parigina, poi nuovamente dell'esercito, nel luglio 1791, in uno dei tre battaglioni dei volontari di Parigi, dove le sue capacità gli valsero la nomina ad ufficiale di Stato maggiore. Aiutante generale nel 1792, fu inviato nei dipartimenti occidentali, e si unì agli sforzi dei generali Dehoux e Meneu per respingere gli attacchi dell'esercito vandeano su Saumur (battaglia di Saumur del 10 giugno 1793). Il fratello minore Jean-Baptiste, impegnato negli stessi combattimenti, preferì suicidarsi piuttosto che cadere nelle mani delle truppe vandeane.
Dopo la presa di Saumur da parte delle truppe realiste, Moulin assicurò la ritirata delle salmerie, e alla testa di una quarantina di uomini solamente, fermò per quasi sei ore i vandeani all'inseguimento dell'esercito repubblicano in rotta. Il 18 luglio seguente si distinse altrettanto a Vihiers, dove i vandeani ebbero la meglio.
Il brillante comportamento sul campo gli valse il grado di generale di brigata nel settembre dello stesso anno, ed il comando di Les Ponts-de-Cé, da cui passò poi a quello di Saumur ancora minacciata dai vandeani. Fece allora costruire a Saint-Florent-le-Vieil delle fortificazioni di cui tracciò egli stesso il progetto. Fu nominato generale di divisione e prese parte alla battaglia di Le Mans dove fece prigionieri 1.200 vandeani.
Moulin, avendo liberato poco tempo prima alcuni uomini nuovamente caduti nelle sue mani, provocò la collera di Carrier, proconsole di Nantes, che scrisse, alla fine della "Virée de Galerne" (dicembre 1793): «Solo pochissimi briganti sono riusciti ad attraversare la Loira. Non ne sarebbe scappato nessuno senza l'ordine del generale Moulin che ha deciso di rilasciare dei passaporti per consentir loro di fuggire. Darò ordine di arrestare questo generale oltremodo colpevole».
Carrier lo fece arrestare e condurre alla prigione della città, dove rimase sino a che ebbero effetto i reclami dell'esercito e l'intervento dei rappresentanti del Comitato di salute pubblica Bourbotte e Francastel. Il Comitato lo nominò, poco dopo, generale in capo dell'Armata delle coste di Brest, quindi, l'8 ottobre 1794, dell'Armata delle Alpi, che raggiunse nel dicembre dello stesso anno. Dopo aver trascorso l'inverno in montagna, sconfisse le truppe piemontesi in più occasioni, ma una malattia lo costrinse a tornare a Parigi.
Per ragioni di salute fu quindi nominato governatore di Lione, nell'ottobre 1795, poi, l'anno successivo, di Strasburgo, dove assicurò la sicurezza delle piazzeforti dell'Alsazia minacciate dagli austriaci.
Si recò il 18 settembre su Kehl, a contrastare il generale Petrarsch, e riuscì a recuperare alcune posizioni già in mano al nemico. Il Direttorio lo richiamò a Parigi, assegnandogli, il 9 ottobre 1797, il comando delle truppe francesi nei Paesi Bassi.
Prima di lasciare la Francia Moulin fu anche nominato comandante della 17 divisione militare, allora di stanza nella capitale. In data 8 ottobre 1798 succedette a Kilmaine come comandante in capo dell'armata d'Inghilterra, alla cui testa combatté gli chouan.
Un tale stato di servizio gli aprì le porte del palazzo del Lussemburgo, dopo il 30 pratile, che portò all'esclusione dal Direttorio di Treilhard, Merlin de Douai e La Révellière-Lépaux: il 20 giugno 1799 prese il posto di quest'ultimo.
Poco adatto alla funzione, estraneo allo spirito di partito, inviso a Sieyès, ignorato da Barras, Moulin seguì la linea di condotta del suo collega Gohier. Quando Napoleone Bonaparte fece ritorno dalla Campagna d'Egitto, Moulin si impegnò a fargli prendere il comando dell'Armata d'Italia, per renderla un potenziale strumento militare a disposizione del governo, ma già Napoleone e Sieyès stavano meditando il colpo di Stato.
Il 18 brumaio, Moulin e Gohier, privi di mezzi, rimasero isolati. Entrambi si levarono con calore contro i provvedimenti presi, non solo contestando al Consiglio degli Anziani il diritto di ordinare il trasferimento del corpo legislativo a Saint-Cloud, ma anche dimostrando che tale decreto violava la Costituzione nelle sue disposizioni relative alla forza pubblica.
Bonaparte tentò invano di unirsi a lui e dare le dimissioni. Gohier e Moulin rifiutarono decisamente. Moulin, che aveva proposto di far arrestare Napoleone e di farlo fucilare, rientrò al palazzo del Direttorio e redasse una raccomandazione ai due organi legislativi richiamandoli all'unità, invocando il coraggio dei rappresentanti a difesa della Costituzione, e promettendo di ritornare l'indomani a Saint-Cloud.

Ma Bonaparte lo mise, e con lui Gohier, sotto stretta sorveglianza al Palazzo del Lussemburgo: Moreau stesso gli annunciò di aver ricevuto l'ordine di guardarlo a vista nei suoi appartamenti. Moulin riuscì tuttavia l'indomani a sottrarsi alla sorveglianza di Moreau e a fuggire. Fu l'ultimo atto della sua vita politica.
Dopo aver vissuto per qualche tempo in campagna, riprese la vita militare sotto l'Impero e divenne nel 1807, comandante della piazza di Elbing, e poco dopo di Anversa, Magonza, Mézières ed Augusta.
La sua salute precaria lo costrinse a tornare in Francia nel marzo 1810, morendo poco dopo. L'anno precedente era stato nominato barone dell'Impero.
Il suo corpo riposa oggi giorno nel cimitero di Pierrefitte-sur-Seine.